# 駱安
駱安（1472年—1549年），湖南永州新田县金盆圩乡骆铭孙村人。明嘉靖前期锦衣卫指挥使。
駱家祖先骆以诚为“明洪武戊申任指挥千户侯”，“时随征明太祖高皇帝洪武戊申年克敌有功战阵而亡”。骆以诚两个儿子，骆寄保因战功任济阳卫的千户，死后没儿子承袭，以其弟骆寄善承袭官职。骆寄善传给儿子骆广，骆广改调羽林卫，是骆氏家族6代任职锦衣卫之始。骆广传给儿子骆胜。
弘治初年（1494年），朱祐杬受封为兴献王，出翊南藩，挑选护从人员，骆胜在选中之列，并且任地方长官。骆胜之子骆安也随父到了承天府。数年后，骆安承袭父职，在选获任使，多称上意。1521年朱祐杬的儿子朱厚熜入朝继承皇位，为嘉靖皇帝，骆安侍从护卫，尽心尽力。升为世袭锦衣卫指挥同知，督理京城城池街巷的治理，功绩卓著。1523年駱安出任锦衣卫都指挥使掌印务。多次得到蟒袍、佩刀的赏赐。三年考绩，加升一级实职。1529年以锦衣卫指挥佥事的官衔退休，杜门谢客，绝口不谈世事，养老20年后逝世。
骆安的妻子李淑人无子，“侧室高生男，曰椿。”骆安之子骆椿“袭父爵锦衣卫指挥佥事”。骆椿之子駱思恭在万历十年擢升为锦衣卫都指挥使，任职42年。骆思恭的儿子骆养性，也任锦衣卫都指挥使16年。